# 王叔金
王叔金（1884年11月21日—1964年5月31日），社会工作者、企业家、慈善家和华文教育家。他出生于中国福建省永春县锦斗乡隔后村，于1903年南下马来亚（今马来西亚）谋生。他透过与霹靂州怡保和务边的矿场工人进行日用品交易创造了财富，后来成为霹雳实兆远曼绒县（前称天定县）的商人。他陆续开设杂货店，同时在曼绒县甚至远至泰国的勿洞投资橡胶园和商业房产，并把所得回馈社会，主要用于实兆远的慈善和教育计划。

## 早年生活

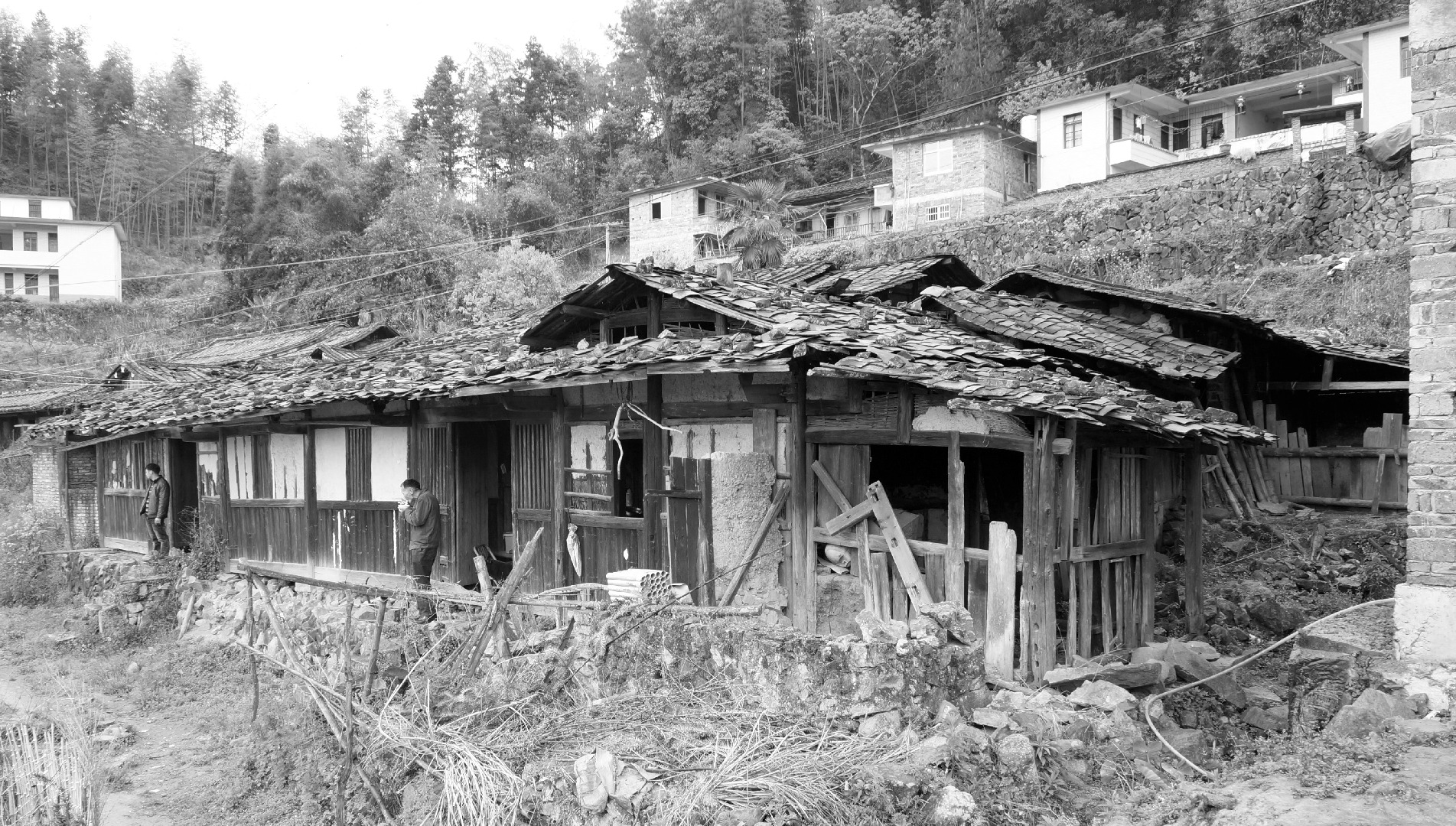
王叔金1884年出生于这栋房子。

王叔金1884年11月21日生于中国福建省，永春县，锦斗乡，隔后村，1903年19岁时下“南洋”（中国人当时对东南亚的称呼）。他最初落脚霹雳安顺（Teluk Anson，现称Teluk Intan），从事店员的工作。1905年，后迁至怡保（Ipoh），以扁担挑布匹、鞋子和其他小东西，到矿场周边的城市如拿哈（Lahat）、 万里望（Menglembu）、布仙（Pusing）、务边（Gopeng）和端洛（Tronoh）兜售。
王叔金1908年搬到实兆远（Sitiawan），并在当地和包括章卡遮令（Changkat Jering)在内的周边地区开设杂货店。同时，他也在曼绒县和泰国勿洞投资橡胶园和房产。30岁时，王叔金已是一名富有的成功商人。

## 王氏祖先
王叔金有两个别名，分别是王荣簪（英文：Wang Rong Zan）和王丽生（英文：Wang Li Sheng）。他是锦斗王氏的第29代，始祖是在1000多年前（公元825年）进军福建的王审知、王潮和王审邽（三王）。王审知被册封为闽王，福建省的第一个王。王氏的最早可追溯到2500年前周朝（公元前571-545年）的统治者周灵王。
而今，王叔金的子孙遍布各地，人数超过700人。2013年10月5日，380名来自中国、澳洲、印尼和新加坡的家庭成员聚集在马来西亚雪兰莪州八打灵再也（Petaling Jaya），纪念王叔金逝世50周年。

## 对马来西亚社会的贡献
王叔金积极推动慈善工作及教育发展，以此回馈及贡献社会。他为实兆远及其他社区制定社区计划，并提供金钱上的辅助。在确立欲执行的计划后，他在马来亚和新加坡等地向商人和公众筹款，亲力亲为参与整个过程。

### 社会组织

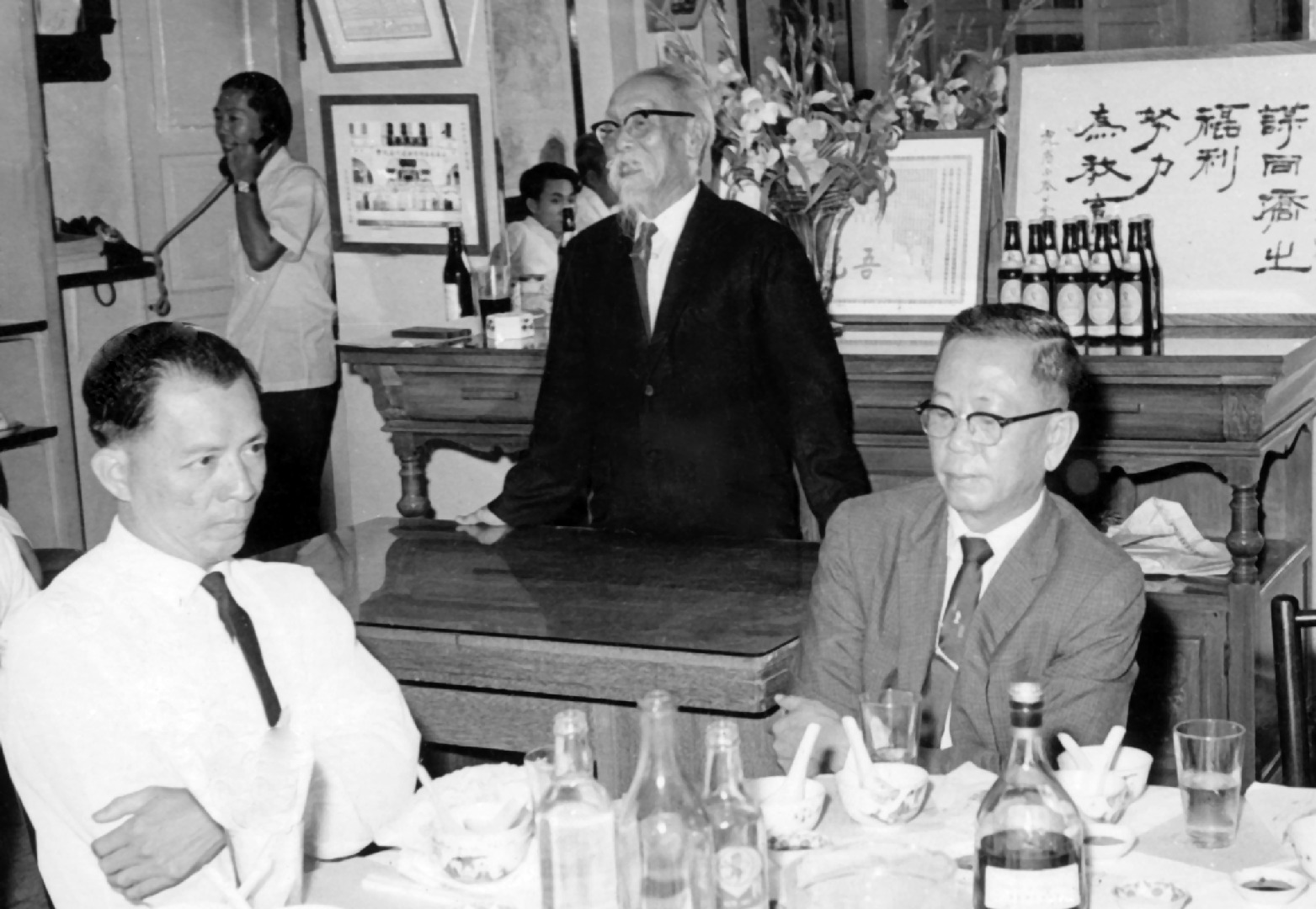
1962年，王叔金在益智书版社50周年活动上致词。

1913年，29岁的王叔金在实兆远创立了益智书报社，让侨民有地方可聚集，沟通交流、读书阅报、也提供场地让年轻人进行体育活动。他自1915年起担任书报社主席直到1955年，长达40年。在他过世2年后，书报社追授终生成就奖，以表彰他对书报社所做出的贡献。
1922年，王叔金发起实兆远橡胶商行公会。在橡胶园园主及橡胶贸易商的支持下，实兆远地区实行了，“每售出1吨橡胶，公会征收50仙”的收费制度，所得用作实兆远及爱大华（Ayer Tawar）地区建造华文小学及添置学校设施的基金。王叔金负责征收、管理和分配基金予受惠华小。

### 华人墓地
1927年，王叔金捐献位于红土坎路的一片土地，动议用为华人墓地。墓地后以实惠的价格出售于当地居民。

### 妇产医院

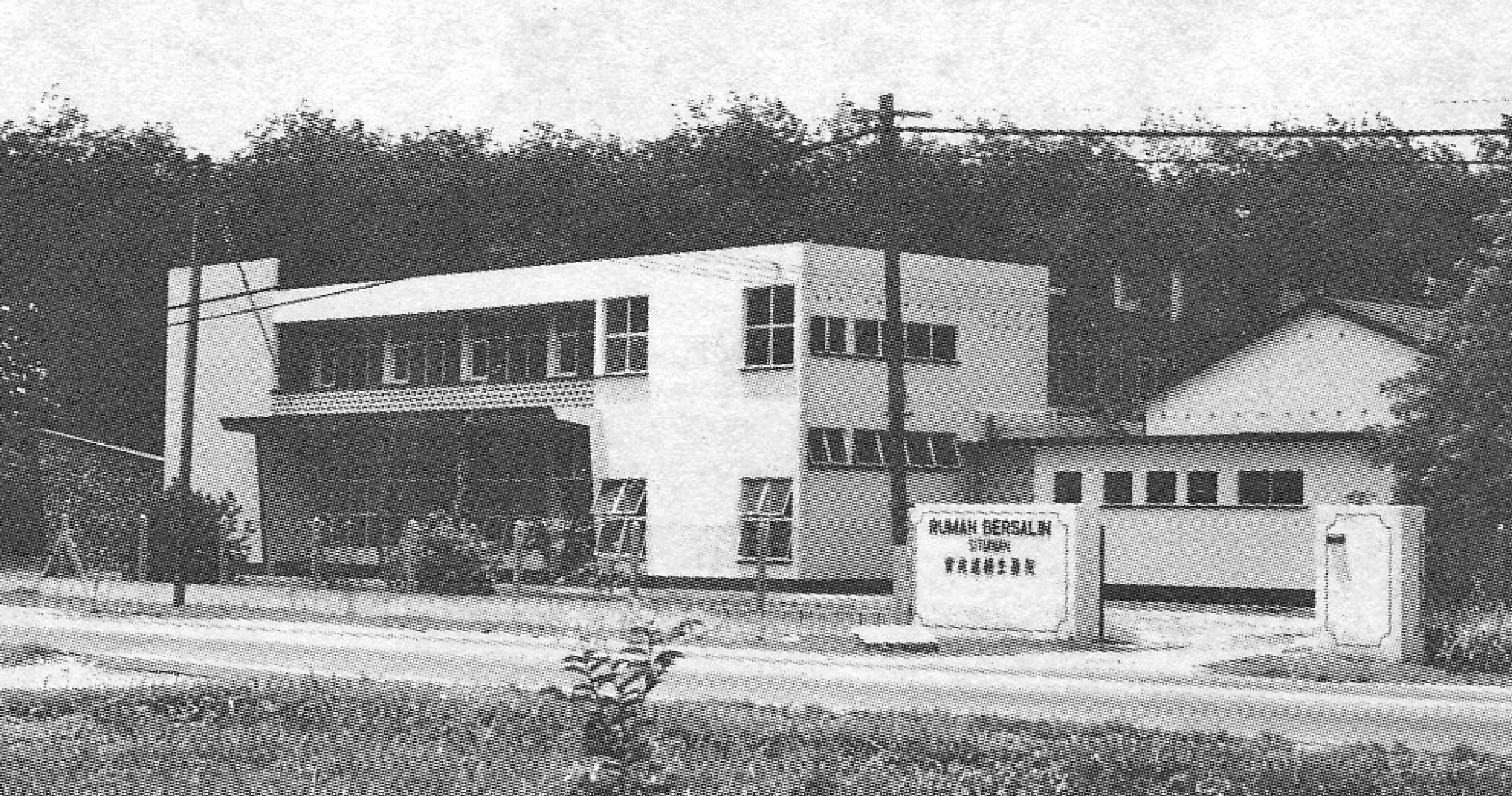
1938年，实兆远华人妇产医院。

1930年，王叔金倡议建造实兆远华人妇产医院。1936年，他捐献6英亩（2.4公顷）土地，医院在1938年落成。王叔金扮演赞助人和托管人的角色一直到50年代中期。

### 其他组织
王叔金也参与其他社会及福利团体，大多担任领导层职位，其中包括政府医院委员会成员，1928年至1950年；实兆远零售贸易公会主席，1937年；霹雳华人弱势者协会，实兆远分部主席，1937年至1941年；马华公会实兆远分会会长，1950年至1951年；华人精武体育会，实兆远分会会长；爱大华福建会馆主席；霹雳怡保福建会馆会员，1946年；霹雳南洋大学创校委员会主席。

## 对中国的社会贡献

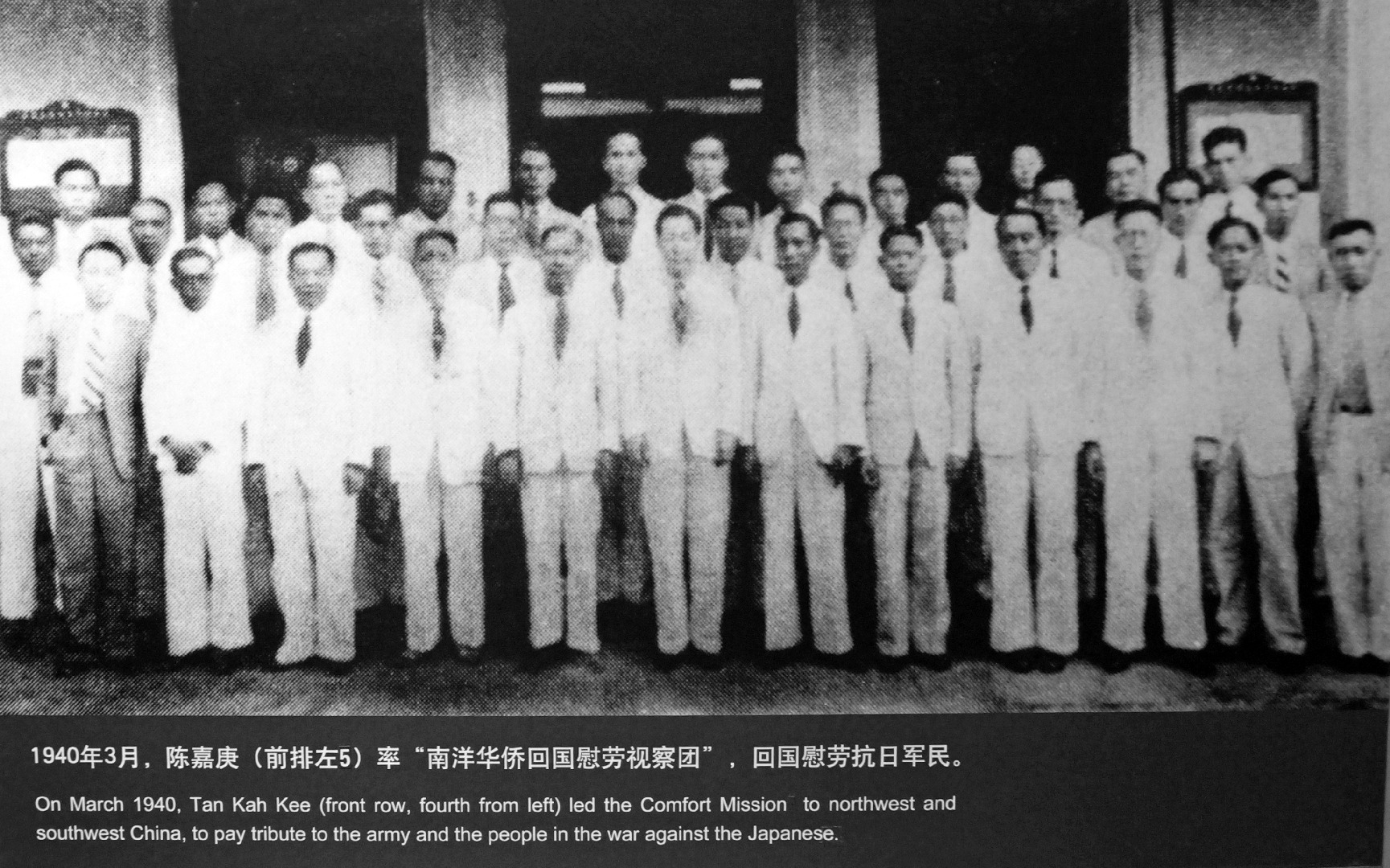
1940年，南洋华侨回国慰劳团。前排左三王叔金，左四陈嘉庚。

王叔金早年一直心系祖国家乡，很大原因是出于对家人的一片孝心。他在1903年至1925年之间，回乡探视家人9次。1940年，他跟随陈嘉庚，以“南洋华侨回国慰劳团”的身份第10次回返中国。他早期所受的孔孟教育在他心中植下强烈的爱家及爱国情怀。每当祖国急需援助，王叔金便在马来亚发起筹款运动。
当中国中西部省份河南、陕东、陕西和河北遭遇严重干旱，引发1920年和1921年大饥荒时，时任实兆远筹款及救灾委员会主席的王叔金，积极推动筹款活动，协助舒缓受灾民众的苦难。1931年，旱灾后严重的水灾接踵而至，王叔金再次站在援助的前线，为受难者筹集物资和款项。
1936年，天灾再次降临中国中部，长江和淮河河水暴涨，冲破河床，导致洪水泛滥，湖北、湖南、江西、武汉和重庆等地受灾，王叔金再次担起重任，负责筹集物资和款项。
1937年，日本制造“七七卢沟桥事件”，中日战争爆发，王叔金号召民众抵制日货。

## 教育贡献
王叔金是曼绒县4所学校的发起人，这4所学校分别是实兆远中正小学、实兆远南华中学、红土坎平民义学和红土坎天定高中。这4所学校现在分别易名为中正国民型华文小学、南华国民型华文中学、平民国民型华文小学和天定国民型华文中学。
1961年，南华中学分割为公立的南华国民型华文中学和私立的南华独立中学，王叔金所创办的4所学校最终成了5所学校。创立这些学校的细节可在王建士与王永裕合著的《No Other Way Out - A Biography of Ong Seok Kim》和《王叔金传 一位老华侨的人生历程 马来西亚华文教育先驱、社会工作者及慈善家》找到。 

### 实兆远中正小学

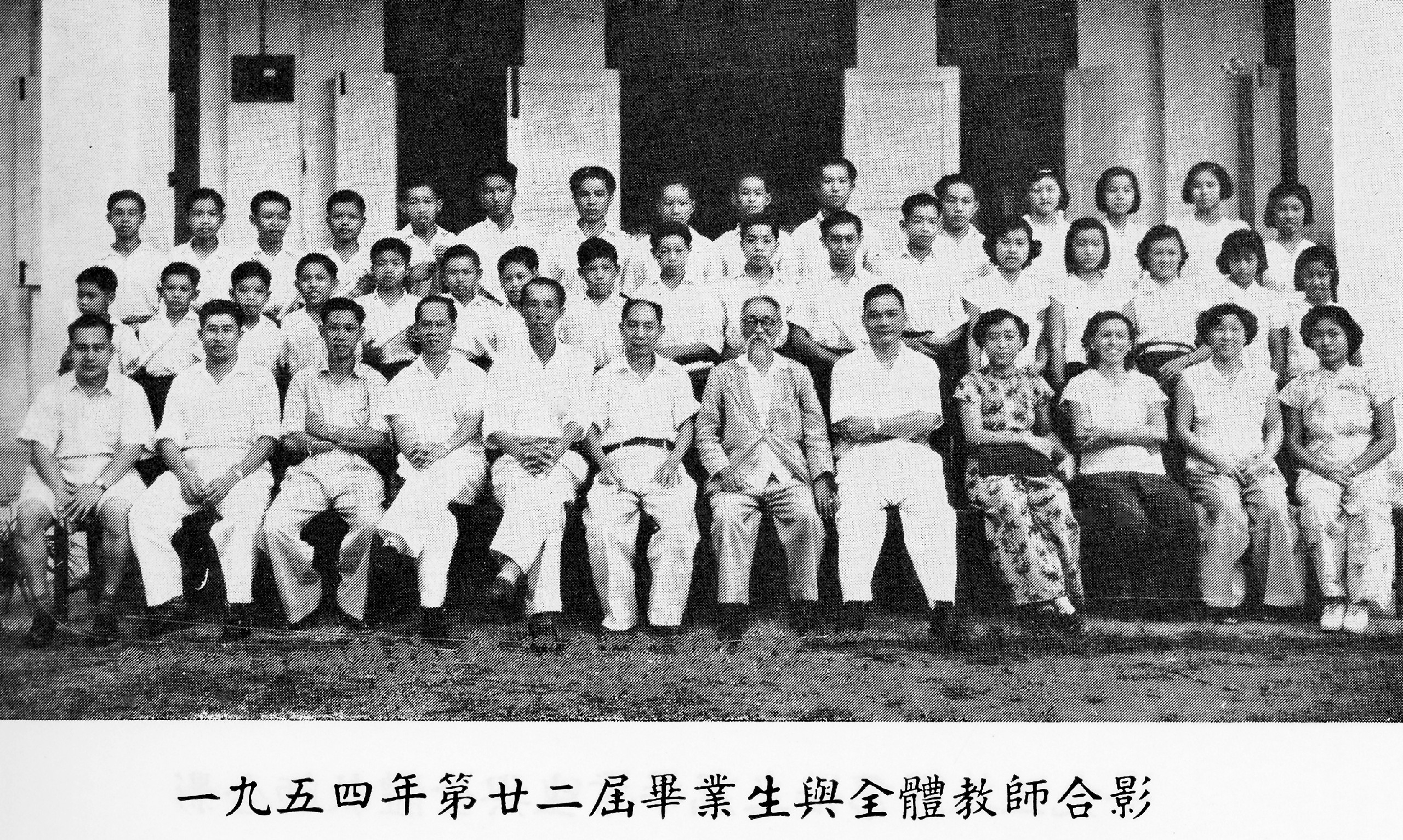
1954年，与中正小学毕业生合影。王叔金坐于正中央。

在1950年之前，中正小学被称作“福建学校”，王叔金在1920年被董事会委任为秘书，并担任该职直到1927年获选出任董事长。他在董事会服务了近30年，其中20年（1927至1934年；1936年至1939年；1945年至1955年）担任董事长一职。在任期间，王叔金参与礼堂、宿舍和教室的兴建计划，也协助组成立高中部。为了替学校筹款，他走遍马来亚各地，也到访新加坡和泰国勿洞。1941年12月，日本入侵马来亚，他仍是不停歇地在宜力（Grik）、玲珑（Lenggong）、江沙（Kuala Kangsar）、太平（Taiping）和高乌（Kroh）等地筹款。粗略估计，他所筹得的款项来自70个城市的1万名捐献者。

### 实兆远南华中学

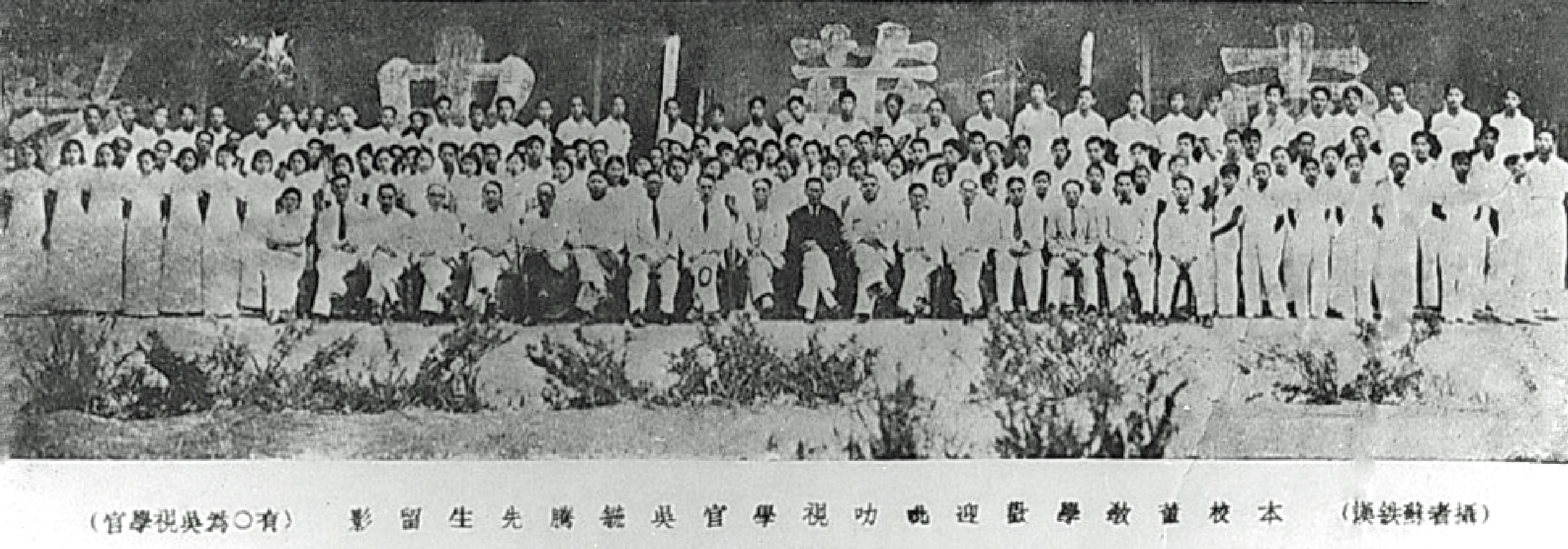
南华中学，视学官造访时合影。王叔金，坐者，前排左十。

1935年之前，曼绒县共有4所方言学校，各有初中班供相关籍贯的学生就读，分别是实兆远的中正小学（福建）、甘文阁的国民小学（古田）、益智小学（福州）和爱大华的民德小学（福清）。1935年，王叔金等社区领袖建议将这4所学校的初中部合并，以成立一所初中和高中部兼备的学校。学校以“南华”命名，是希望时时提醒学生，他们的祖先从中国南来。在1935年末召开的会议上，王叔金被推举为该校建设委员会及筹募建校基金委员会的主席兼秘书。为了让老师及学生们在更好的环境里上课，王叔金个人捐献3千元，购下一块位于甘文阁往实兆远中间点的地皮，也就是南华中学现址。他也捐建了3间教室。

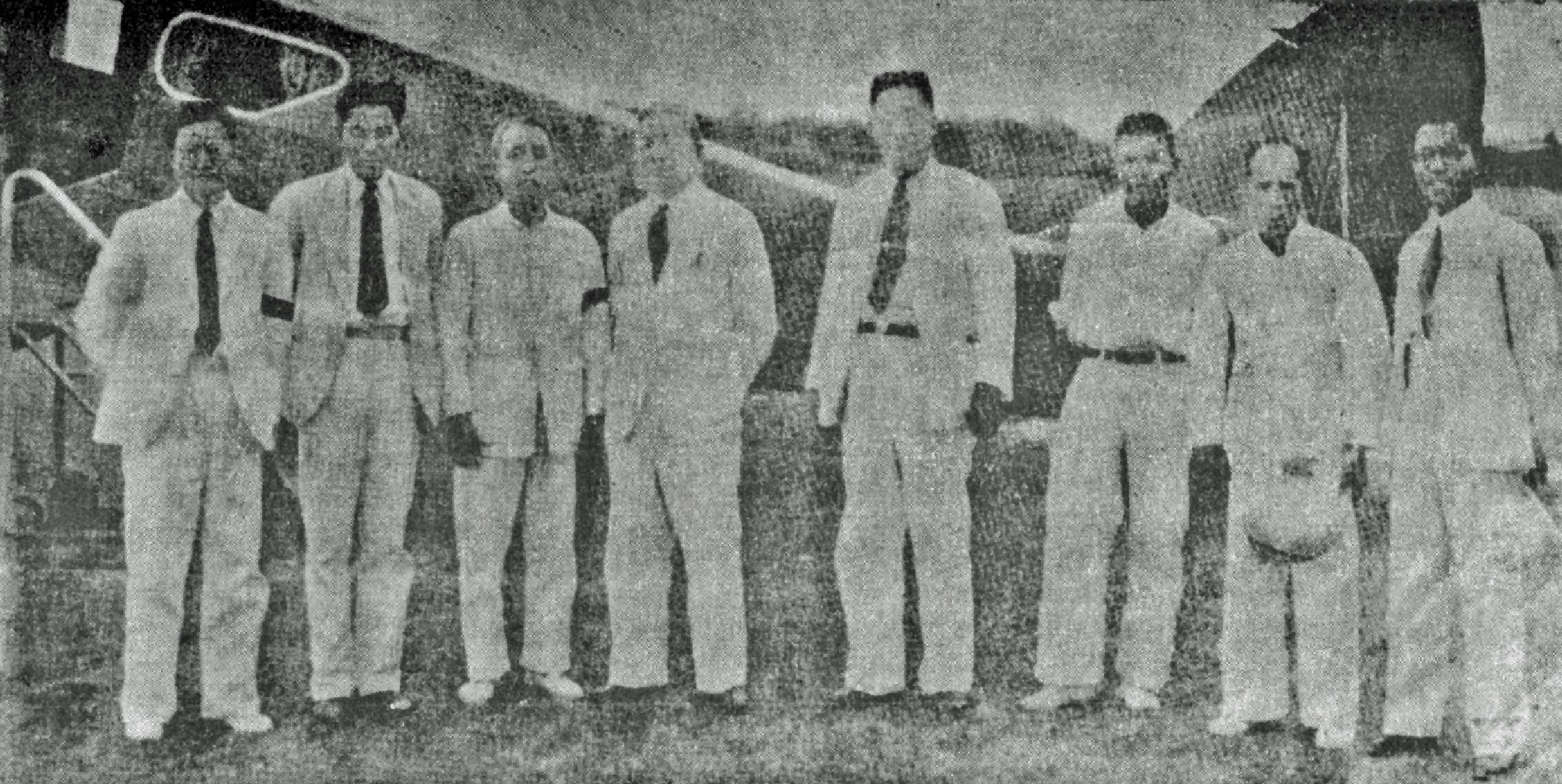
1940年，胡文虎亲自莅临南华中学参与虎豹礼堂的开幕。左三王叔金，左四胡文虎。

作为筹募建校基金委员会的主席，王叔金在新加坡和全马各地筹款，让更多的教室、行政办公室及教职员的休息室得以建立。东南亚万金油大王胡文虎及胡文豹兄弟在1939年捐建了学校礼堂。倪玉先牧师在《南华中学简史》第3页中提到：“…王叔金从虎豹兄弟处征得大量捐款，让一座礼堂成功落成，并以兄弟俩的名义命名。”
在搬入新校址的几年后，日军占领马来亚，校园受到严重破坏。日军撤离后，王叔金重新被推举为1946年和1947年的`董事会董事长、建设委员会及募捐委员会主席，首要任务是重建校园及修复毁坏的设施。倪玉先牧师在《南华中学简史》中形容当时的情况：“那是一项艰巨的任务。在时局相当不稳定，紧急法令已被颁布的情况下，以王叔金为首的一众社区领袖仍是造访南华中学，讨论重建事宜，以便尽快复课。王叔金带领委员会成员不遗余力地为建校筹款，除了修复被毁的校舍，也增建教室，以应付战后迅速增长的学生人数。1947年，初中班已设有理科班和文科班，同时也开办教师训练班…”

### 红土坎平民义学
1951年，王叔金和苏清楚在曼绒县沿海小镇──红土坎本律创立了平民义学。王叔金为建校筹募金、主导规划和主持建设，以及任命校长与教师，也为学校编辑﹑出版校刊。他是董事会的第一任董事长，任期为1951至1956年。此后，他仍是该校董事会成员，直到1962年。

### 红土坎天定中学

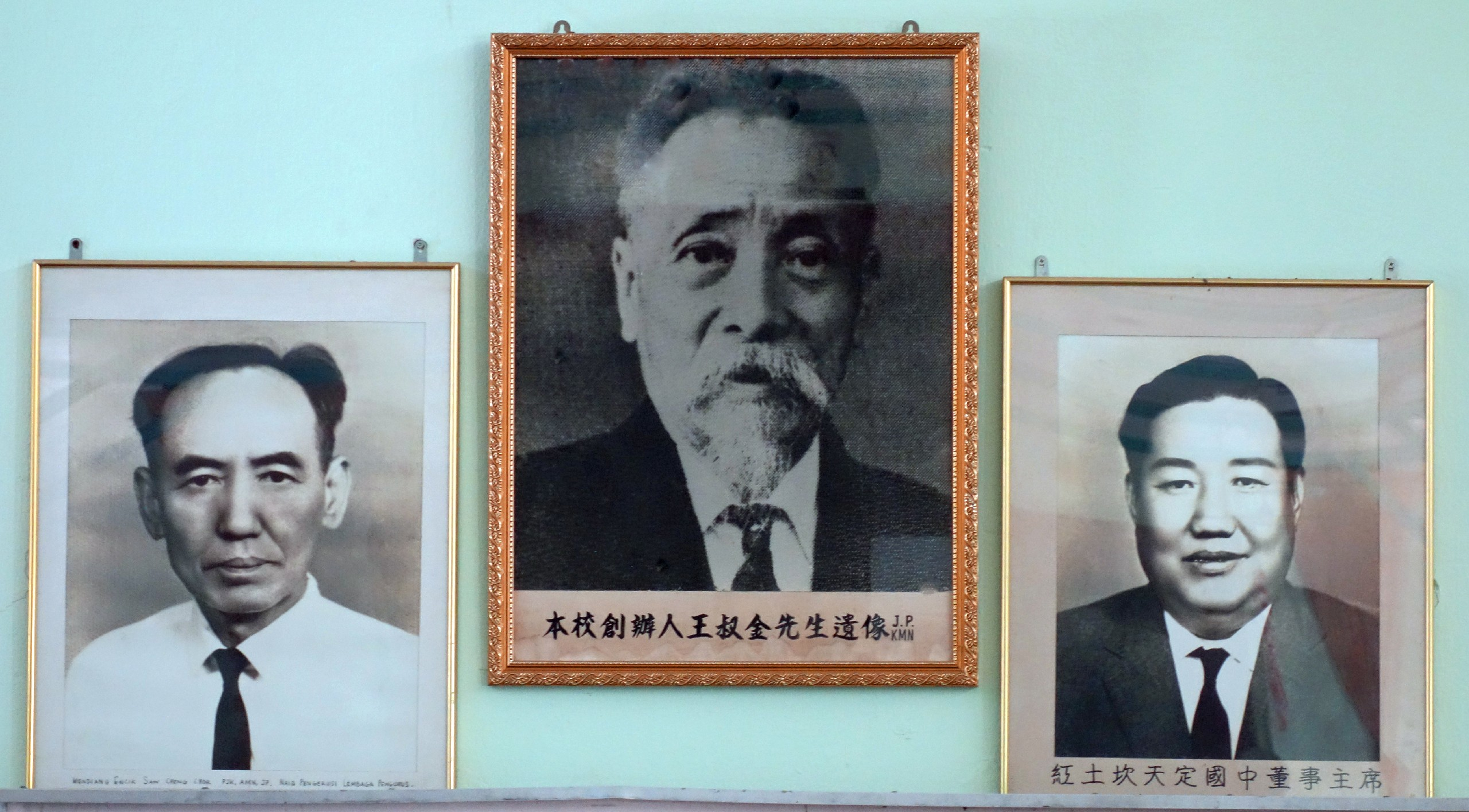
挂在李光前礼堂的照片，左起苏清楚、王叔金、黄国泰。)

1953年6月，69岁的王叔金与沈丁元计创办了天定中学。王叔金把成立学校的申请表格呈交到怡保教育局，经7个月筹备，天定中学1954年1月11日假平民义学礼堂开幕。一开始时只开办两个初中一的班级，约60名学生。王叔金是该校第一任董事长，任期为1954年至1958年。
自创校起担任募捐委员会主席长达9年，王叔金为扩建学校并成立高中班发起筹款活动，在曼绒县内外的70个城市筹获超过20万元。他在校志里称这项筹款活动“充满艰辛”，委员会成员共3次出访，在新加坡和全马各地筹款。从1959年9月8日起至1960年10月，筹款活动花时213天。
学校以这笔捐款建造了新教室、图书馆和礼堂，也成功开设高中部。开幕典礼以圆游会的形式在1960年10月9日举行。在筹款期间，募捐委员会的成员都是自费出行，为表感谢，他们的名字被刻在牌匾上，挂于以赞助人李光前的名字命名的学校礼堂。他们的贡献也被记录于1961年，由王叔金编辑及出版的校刊。 

### 其他学校
上世纪30、40及50年代，王叔金是曼绒县华文学校旨在加强办学水平的各项活动上的代表，积极推行师资培训、提升受聘，同时进行筹款、召开会议和举办体育活动。根据木珍歪群贤小学的文件记载，王叔金在1936年率先捐款予该校，作为修建校舍及购买设备之用途。他也因此被列为董事会的荣誉会员。
1936年至1937年间，王叔金捐款予实兆远甘文阁国民小学（今国民华文小学），也在为校筹款上扮演了重要的角色，通过筹款活动，一共筹得1万元的建校基金。1941年，王叔金被推举为木威培青小学（今木威国民型华文小学）董事会副董事长；1946年，他在泰国勿洞，也就是他拥有橡胶园的地区，创建了勿洞小学，并担任该校的顾问及监理员。他同时也是昔加里培民小学、红土坎永宁小学的董事会成员、木珍歪 (Changkat Kruing) 群贤小学董事会的名誉董事及实兆远Simpang Empat英语学校（又名甘地学校）的董事。

## 个人生活
王叔金娶妻3名，第一位太太在中国成婚，另外两位则在马来亚期间娶进家门。根据华人在当时的习俗，他并没有和任何一位太太离异。他与3位太太一共育有44名儿女，29子15女，其中5名是收养得来。

## 荣誉功勋与光荣离世

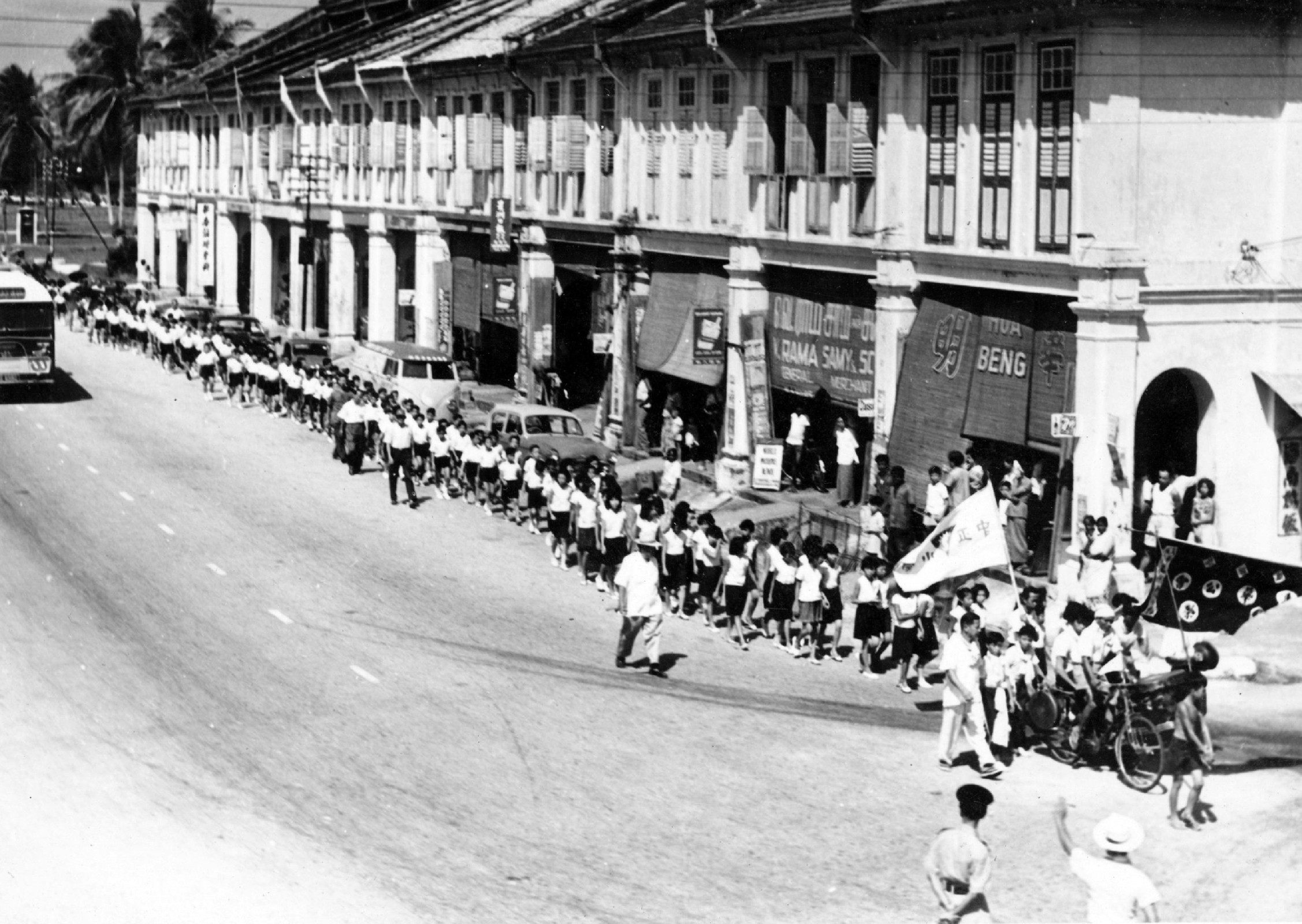
1964年，王叔金的送殡队伍路经实兆远市区。

王叔金在1963年获霹雳州苏丹授予“正义和平”勋章(JP)；1964年，在他逝世后数月，马来西亚最高元首授予王叔金Kesatria Mangku Negara（KMN）勋章。
1962年，投入社会工作超过50载，高龄78岁的王叔金宣布退出社团活动。他在1964年5月31日病逝，终年79岁。他长眠于自己设立的实兆远华人墓地，与第二及第三太太相伴。

## 遗赠

### 纪念王叔金教育基金

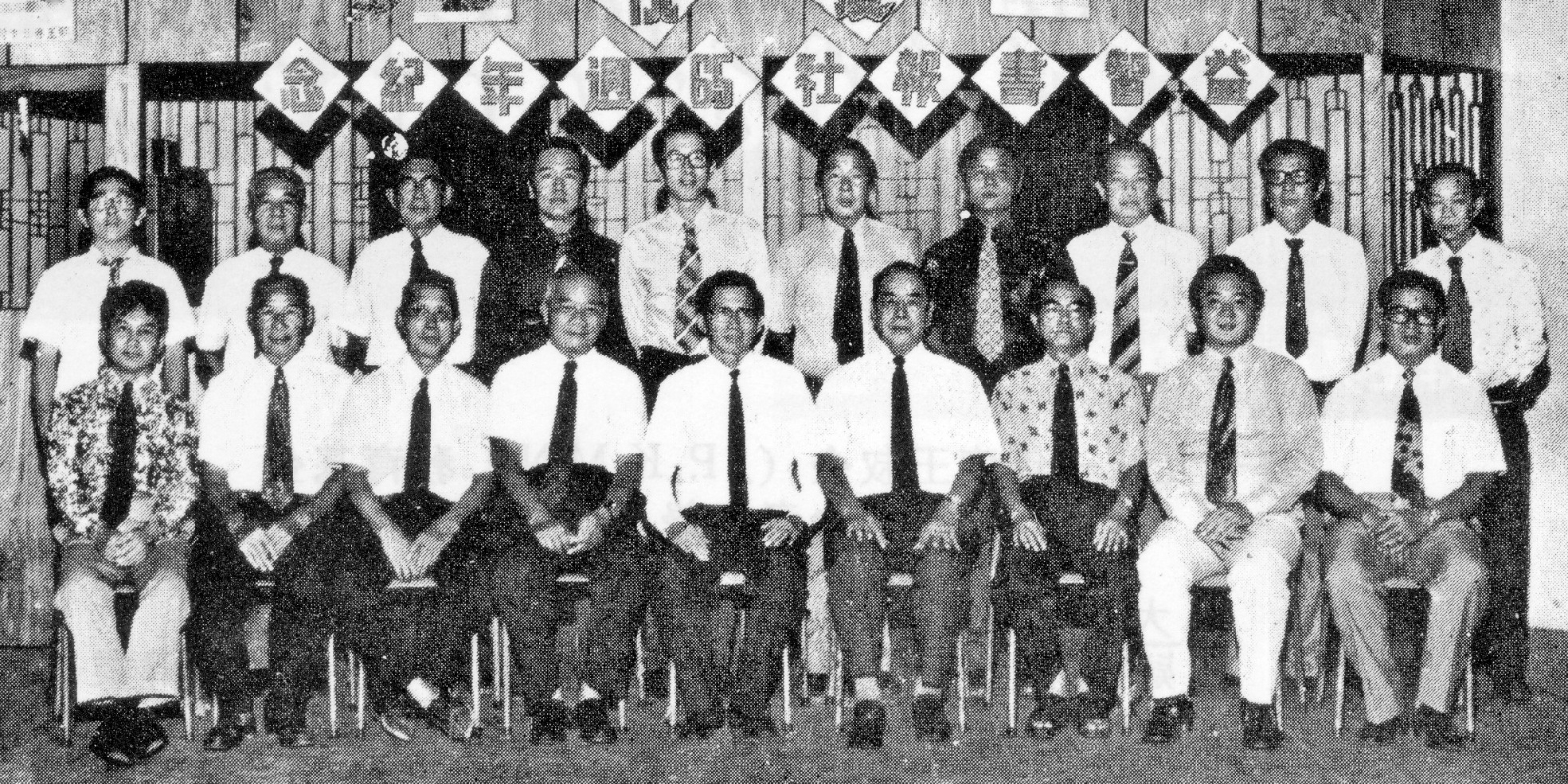
1965年，益智书报社常务理事会会议，议决成立《纪念王叔金教育基金》。

王叔金逝世后，当地社团领袖在1965年以他的名义成立了《纪念王叔金教育基金》（英文：Ong Seok Kim Memorial Education Fund）。成立教育基金的主要宗旨，是为社区里的弱势学生提供经济上的支持，奖励及资助各族学生，帮助他们继续升学。自成立以来，基金会不分种族地为曼绒县上千名学生提供了奖学金及助学金，并在1968年将范围扩大至整个实兆远。基金会也在1983年，为邦咯岛火灾灾民提供经济援助。基金会在后期，也将奖励制度扩大至高等教育。

### 红土坎本律平民华小王叔金纪念楼
2015年，平民国民型华小的一栋教学楼以王叔金的名字命名。

## 资料来源

### 书籍
- Wang Jianshi, Ong Eng-Joo，2013，《No Other Way Out-A Biography  of Ong Seok Kim》，马来西亚雪兰莪：策略资讯研究中心。ISBN 978-967-5832-95-6
- 王永裕、王建士，2014，《王叔金传 一位老华侨的人生历程 马来西亚华文教育先驱、社会工作者及慈善家》马来西亚雪兰莪：策略资讯研究中。ISBN 978-967-0630-46-5
- 王永裕，2013，《Ong Seok KIm Family Book 2013》澳洲悉尼。
- 王永裕、刘思敏，2015，《王叔金—传媒报导1923-1964》（电子书），澳洲悉尼。
- 王永裕、刘思敏，2015，《王叔金与家族—新闻及专题报道1994-2015》（电子书），澳洲悉尼。

### 杂志、刊物、报章等
- Chew, M.，2013年10月2日，〈Ong Seok Kim - A name that will never die〉，《星报》。
- 纪念王叔金教育基金，1981，《15周年纪念刊》，霹雳实兆远。
- 纪念王叔金教育基金，1994，《28周年纪念刊》，霹雳实兆远。
- 华侨中正学校，1948，《校刊》，霹雳实兆远。
- 中正国民型华文小学，1977，《学校扩张开幕礼纪念特刊》，霹雳实兆远。
- 中正国民型华文小学，1990，《70周年纪念校刊，1920-1990》，霹雳实兆远。
- 中正国民型华文小学，2012，《100周年纪念特刊》，霹雳实兆远。
- 倪拆声，（未注明出版日期），《A Brief History of S.M.J.K  Nan Hwa》，霹雳实兆远。
- 南华中学，1986，《50周年校刊，1936-1986》，霹雳曼绒县。
- 天定中学，1961，《纪念校刊》霹雳红土坎。
- 群贤国民型小学，2007，《75周年纪念特刊，1932-2007》，霹雳曼绒县莫珍歪。
- 开闽三王网，〈著名的华人教育家慈善家王叔金〉，撷取自网页：http://www.km3w.com/?thread-586-1.html （页面存档备份，存于）
- 世界王氏网，〈王叔金简历 年谱〉，撷取自网页：http://www.wwdoa.com/2015/0813/22914.html%5B%5D
- 世界王氏网，〈王叔金——一位老华侨的奋斗历程9〉，撷取自网页：http://www.wwdoa.com/2015/0907/23306.html （页面存档备份，存于）
- 东方网，〈笔录父亲〉，2014年12月23日，撷取自网页：http://www.orientaldaily.com.my/lifestyle/jt4681 （页面存档备份，存于）
- 南洋网，〈被遗忘的伟人〉，2014年12月28日，撷取自网页：http://nanyang.com.my/node/671520?tid=462%5B%5D
- 光明日报，〈办学校建医院‧王叔金低调为善‧儿子出书颂扬父奉献〉，2015年2月27日，撷取自网页：https://web.archive.org/web/20150420024431/http://www.guangming.com.my/node/242366?tid=24
- 中国报，〈追寻昨日追寻起点〉，2015年3月6日，撷取自网络：http://www.chinapress.com.my/20150306/%E6%9C%83%E5%AE%A2%E5%AE%A4%E9%80%B1%E6%9C%AB%E6%9E%B6%E5%8B%A2%E5%A0%82%E8%BF%BD%E5%B0%8B%E6%98%A8%E6%97%A5%E8%BF%BD%E5%B0%8B%E8%B5%B7%E9%BB%9E/ （页面存档备份，存于）
- 南华独中校史，撷取自网页：http://aboutnanhwa.gbs2u.com/bd/index3.asp?userid=78076878&idno=2 （页面存档备份，存于）
- 天定国民型华文中学校史，撷取自网页：https://web.archive.org/web/20160415184859/http://smjk.edu.my/school/about.php?schid=26&schidx=266&page_type=pageid&pgid=A